# Taintrux
Taintrux là một xã ở tỉnh Vosges, vùng Grand Est, Pháp. Xã này có diện tích 31,69 kilômét vuông dân số năm 1999 là 1367 người. Xã này nằm ở khu vực có độ cao trung bình 395 m trên mực nước biển.

## Biến động dân số

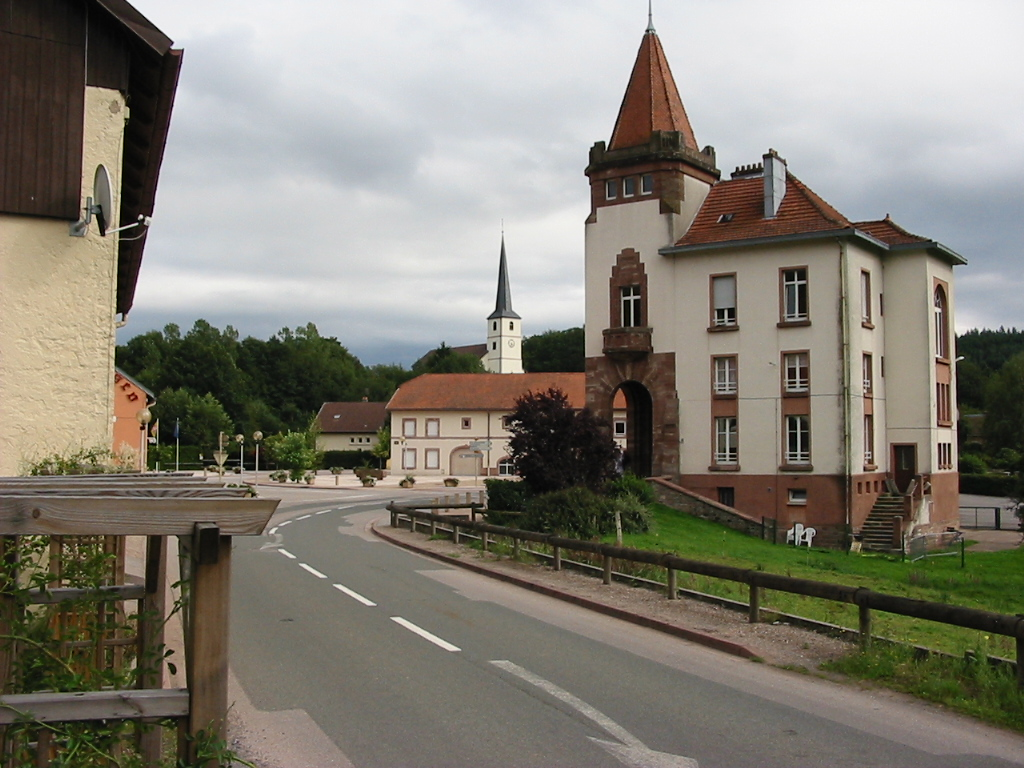
Nhà thờ

| Năm | 1962 | 1968 | 1975  | 1982  | 1990  | 1999  |
| --- | ---- | ---- | ----- | ----- | ----- | ----- |
| Dân số | 859  | 863  | 1 056 | 1 383 | 1 384 | 1 367 |
| From the year 1962 on: No double counting—residents of multiple communes (e.g. students and military personnel) are counted only once. |      |      |       |       |       |       |